# 在日レバノン人
在日レバノン人（ざいにちレバノンじん、アラビア語: لبنانيون في اليابان）は、日本に一定期間在住するレバノン国籍の人々である。

## 統計
日本の法務省の在留外国人統計によると、2023年12月末時点で在日レバノン人は176人である。
在留資格別（3位まで）
| 順位 | 在留資格                 | 人数 |
| ---- | ------------------------ | ---- |
| 1    | 技術・人文知識・国際業務 | 43   |
| 2    | 永住者                   | 42   |
| 3    | 留学                     | 22   |

都道府県別（3位まで）
| 順位 | 都道府県 | 人数 |
| ---- | -------- | ---- |
| 1    | 東京     | 51   |
| 2    | 兵庫     | 47   |
| 3    | 神奈川   | 14   |

## 著名人
・ジョアン・オマリ